# Tvornica snova
Tvornica snova je izdavački startup koji uz pomoć inovativne tehnologije proizvodi i prodaje personalizirane knjige za djecu.
Tvrtka je osnovana 2011. godine, a s prodajom knjiga započela je u svibnju 2012. Jedna je od rijetkih izdavačkih kuća koja izdaje takav sadržaj.
Tvornicu snova osnovali su Andrijana Majstorović i Goran Galetić. Andrijana Majstorović, doktorandica je na Filozofskom fakultetu u Zagrebu gdje istražuje fenomen personalizacije, autorica je personaliziranih knjiga i direktorica firme. Tim Tvornice snova broji oko 25 zaposlenika i vanjskih suradnika.
2017. godine ostvarena je prva veća investicija od strane vanjskih investitora, što je omogućilo širenje tima i unapređenje poslovanja. U 2018. to je rezultiralo rastom prodaje od 130% u odnosu na prethodnu godinu.
Tvornica snova je digitalizirana tvrtka s potpuno automatiziranim proizvodnim procesom kreiranim na specifičnom softverskom rješenju. U središtu njihovog poslovanja je web platforma koja korisniku omogućuje sukreirati priču za svoje dijete, a pomoću Print-on-demand tehnologije proces se odvija automatski.
Osim na hrvatskom, prisutni su i na njemačkom i austrijskom tržištu pod nazivom Fabel Feder.

## Proizvodi
Tvornica snova nudi ukupno osam naslova za djecu uzrasta od 0 do 9 godina.
Personalizirana knjiga „Kako sam došao na svijet?“ je najprodavaniji naslov Tvornice snova. Rimovana knjiga obrađuje temu djetetova rođenja i odgovara na pitanje donose li djecu rode. Knjigu je moguće naručiti i za blizance pod nazivom „Kako smo došli na svijet?“
U knjigama je moguće personalizirati izgled likova, dodati posvetu i fotografije. Detalji i likovi koji se personaliziraju razlikuju se od knjige do knjige. 
Primjerice, pri personalizaciji knjige „Kako sam došao na svijet?“ moguće je odabrati boju kože, kose i očiju, izmijeniti frizuru, staviti naočale ili liku tate dodati bradu. Moguće je birati između 384 kombinacije za lik djeteta, za lik mame na raspolaganju su 1152 kombinacije, a za lik tate 36 000.
U svojoj ponudi Tvornica snova ima i knjigu „Kako ću spasiti abecedu?“ koja uz pomoć 30 rimovanih priča pomaže djeci u učenju slova, a osmišljena je za djecu od 3 do 7 godina. Dodatak knjizi je besplatna aplikacija Slovarica. Aplikacija sadrži igre pamćenja u kojima je cilj povezati parove identičnih sličica slova. Svaka uspješno odigrana igra donosi bodove kojima se otključavaju priče o slovima.
- „Ptičji Eldorado“ personalizirana je knjiga za dvoje djece u kojoj saznajemo što se dogodi ako ptice na jesen ne odu u toplije krajeve. Namijenjena je uzrastu od 3 do 9 godina.
- „Plastelinko i ja“, knjiga je za djecu od 2 do 6 godina, koja dijete prikazuje kao superjunaka.
- „Tajna bakine škrinje“ je gusarska pustolovina u kojoj su jedno dijete i tata glavni junaci. Namijenjena je djeci od 5 do 9 godina.
- „Grad snježnih jahača“ i „Čarolija badnje noći“ inspirirane su zimskim periodom i Božićem. Obje su knjige namijenjene djeci od 3 do 9 godina.

Tvornica snova u svojoj ponudi ima i besplatno personalizirano Pismo Djeda Mraza te e-kuharicu koju kupci mogu preuzeti na njihovoj web stranici.

## Nagrade
2018. godine Tvornica snova osvaja dvije nagrade za web shop koji je dio softverskog rješenja. Nagrada Category Award dodijeljena im je od strane međunarodne stručne komisije i anketiranih kupaca u organizaciji Shopper's mind-a, a eCommAward 2018. nagrada je za web shop s najboljim sadržajem u Hrvatskoj, dodijeljena od strane stručne komisije u organizaciji eCommerce Hrvatska.

## Prepoznatljivost
Najpopularnija knjiga Tvornice snova je  „Kako sam došao na svijet?“ koju je u 2019. godini dobilo svako šesto novorođeno dijete u Hrvatskoj.
Proizvode Tvornice snova do sada je dobilo preko 100 000 djece u više od 30 zemalja svijeta.
Nakon potresa u Zagrebu u ožujku 2020. Tvornica snova pokrenula je akciju naziva „Zajedno za Petrovu“ u kojoj je prikupila sredstva za pomoć oštećenoj bolnici.